# Sammy Koskei
Ne doit pas être confondu avec Samuel Kiplimo Kosgei.
Sammy Koskei (né le 14 mai 1961 à Arwos dans la Vallée du Rift) est un athlète kényan spécialiste du 800 mètres. 

## Carrière
Il se révèle lors de la saison 1982 en descendant pour la première fois de sa carrière sous la barrière des 1 minute 45 secondes au 800 mètres, et en atteignant par ailleurs la finale des Jeux du Commonwealth de Brisbane.
Il remporte son premier succès international majeur en 1984 en s'imposant lors des 3e Championnats d'Afrique en 1 min 45 s 17, devant le Sénégalais Moussa Fall. Le 26 août 1984, Sammy Koskei signe la meilleure performance de sa carrière sur 800 m en 1 min 42 s 28 à l'occasion du meeting de Cologne. Ce temps constitue alors un nouveau record d'Afrique ainsi que la troisième meilleure performance de tous les temps sur la distance derrière les 1 min 41 s 73 du Britannique Sebastian Coe, et derrière le Brésilien Joaquim Cruz, vainqueur de la course en 1 min 41 s 77.
Il conserve son titre continental du 800 m lors des Championnats d'Afrique de 1985 en 1 min 45 s 30. Auteur d'un record personnel à 2 min 14 s 95 sur 1 000 m au Mémorial Van Damme de Bruxelles, il représente l'Afrique lors de la Coupe du monde des nations de Canberra où il s'impose en 1 min 45 s 14. 
Il termine quatrième des sélections kényanes de 1987 et 1988 et ne peut donc pas participer aux grandes échéances internationales (Championnats du monde et Jeux olympiques). 
Dépossédé de son record d'Afrique par Wilson Kipketer, il récupère son titre après que ce dernier a choisi la nationalité danoise. Le record de 1 min 42 s 28 tiendra vingt-cinq ans et ne sera amélioré qu'en 2009 par son compatriote David Rudisha (1 min 42 s 01).

## Palmarès
| Date | Compétition                | Lieu     | Résultat | Performance   |
| ---- | -------------------------- | -------- | -------- | ------------- |
| 1984 | Championnats d'Afrique     | Rabat    | 1er      | 1 min 45 s 17 |
| 1985 | Championnats d'Afrique     | Le Caire | 1er      | 1 min 45 s 30 |
| 1985 | Coupe du monde des nations | Canberra | 1er      | 1 min 45 s 14 |

## Records
| Épreuve | Performance   | Lieu      | Date         |
| ------- | ------------- | --------- | ------------ |
| 800 m   | 1 min 42 s 28 | Cologne   | 26 août 1984 |
| 1 000 m | 2 min 14 s 95 | Bruxelles | 30 août 1985 |